# Zach Hill
Zachary Charles Hill (nascido em 28 de dezembro de 1979) é um multi-instrumentista e artista visual americano. Ele é mais conhecido por ser o baterista e co-produtor dos grupos Death Grips e the I.L.Y's, e como baterista da banda de math rock Hella.

## Vida pregressa
Zach Hill nasceu em Sacramento, Califórnia em 28 de dezembro de 1979. Ele passou a maior parte de sua adolescência na gráfica de seu pai e tio, onde foi exposto pela primeira vez à música classic rock.
Hill afirma que quando tinha cerca de 14 ou 15 anos "começou a ouvir vozes em sua cabeça o dizendo para tocar bateria", e comprou seu primeiro kit de bateria com o dinheiro que arrecadou com um amigo em uma venda de garagem. Ele abandonou o ensino médio aos 15 anos e se mudou para Nevada City, Califórnia, onde fundou a banda Legs on Earth com Julian Imsdahl, Spencer Seim e seu primo Josh Hill. Ele se mudou para São Francisco, Califórnia em 2000, onde tocou bateria na banda Crime in Choir antes de começar a banda de math rock Hella em 2001.

## Arte
Além de sua carreira musical, Hill também é um artista visual. Ele lançou um livro totalmente ilustrado, Destroying Yourself is Too Accessible, que veio acompanhado do álbum de Zach Hill e Holy Smokes, Masculine Drugs, lançado em 2004 pela TNI Books e Suicide Squeeze Records.
O espaço de arte Fools Foundation, localizado em Sacramento, Califórnia, realizou uma exposição de sua arte, intitulada "Poltergeist", de 1 de abril a 29 de abril de 2006. Partes da exposição podem ser vistas nas fotos que acompanham o artigo de Hill na edição de agosto de 2006 da Modern Drummer e no site da Fools Foundation.

## Filme
Dizia-se que Hill estava trabalhando em um filme original em 2013, que foi confirmado ter a falecida atriz Karen Black em um papel principal. No entanto, ela morreu antes que o filme pudesse ser concluído. Um trecho curto das filmagens foi postado na conta do YouTube do Death Grips em outubro de 2015 em um vídeo de 15 minutos intitulado "Bottomless Pit". Há rumores de que o Death Grips ou o projeto paralelo de Hill, the I.L.Y's, estariam envolvidos com a trilha sonora do filme também.

## Discografia

### Lançamentos individuais
- Astrological Straits (2008)
- Face Tat (2010)

como Xach Hill
- Lil Scuzzy (2011)

### Com Hella

#### Álbuns
- Hold Your Horse Is (2002)
- The Devil Isn't Red (2004)
- Church Gone Wild/Chirpin' Hard (2005)
- There's No 666 in Outer Space (2007)
- Tripper (2011)

#### Extended plays
- Leather Diamond (2001)
- Falam Dynasty (2002)
- Bitches Ain't Shit but Good People (2003)
- Total Bugs Bunny on Wild Bass (2003)
- Acoustics (2004)
- Concentration Face & Homeboy (2005)
- Acoustics (2006)
- Santa's Little Hella (2013)

#### DVDs
- Portals (2008)

#### Álbuns divididos
com Dilute
- Live (2003)

com Four Tet
- Split Seven Inch Divorce Series 1 (2004)

### Com Flössin
- Lead Singer (2004)
- Live at Overlap 01 (2006)
- Serpents (2009)
- White Anaconda and the Rainbow Boa (2011)

### Com Holy Smokes
como Zach Hill e Holy Smokes
- Masculine Drugs / Destroying Yourself Is Too Accessible (2004)

como Holy Smokes
- Talk to Your Kids About Gangs (2006)

### Com Team Sleep
- Team Sleep (2005)

### Com Mick Barr
- Shred Earthship (2006)
- Volume 2 (2007)
- Volthree (2020)[8]

### Com Marnie Stern
- In Advance of the Broken Arm (2007)
- This Is It and I Am It and You Are It and So Is That and He Is It and She Is It and It Is It and That Is That (2008)
- Marnie Stern (2010)

### Com Bygones
- By- (2009)
- Spiritual Bankruptcy (2010)

### Com Omar Rodríguez-López
- Mantra Hiroshima (2010)
- Telesterion (2011)

como El Grupo Nuevo de Omar Rodriguez Lopez
- Criptomnésia (2009)

### com Death Grips

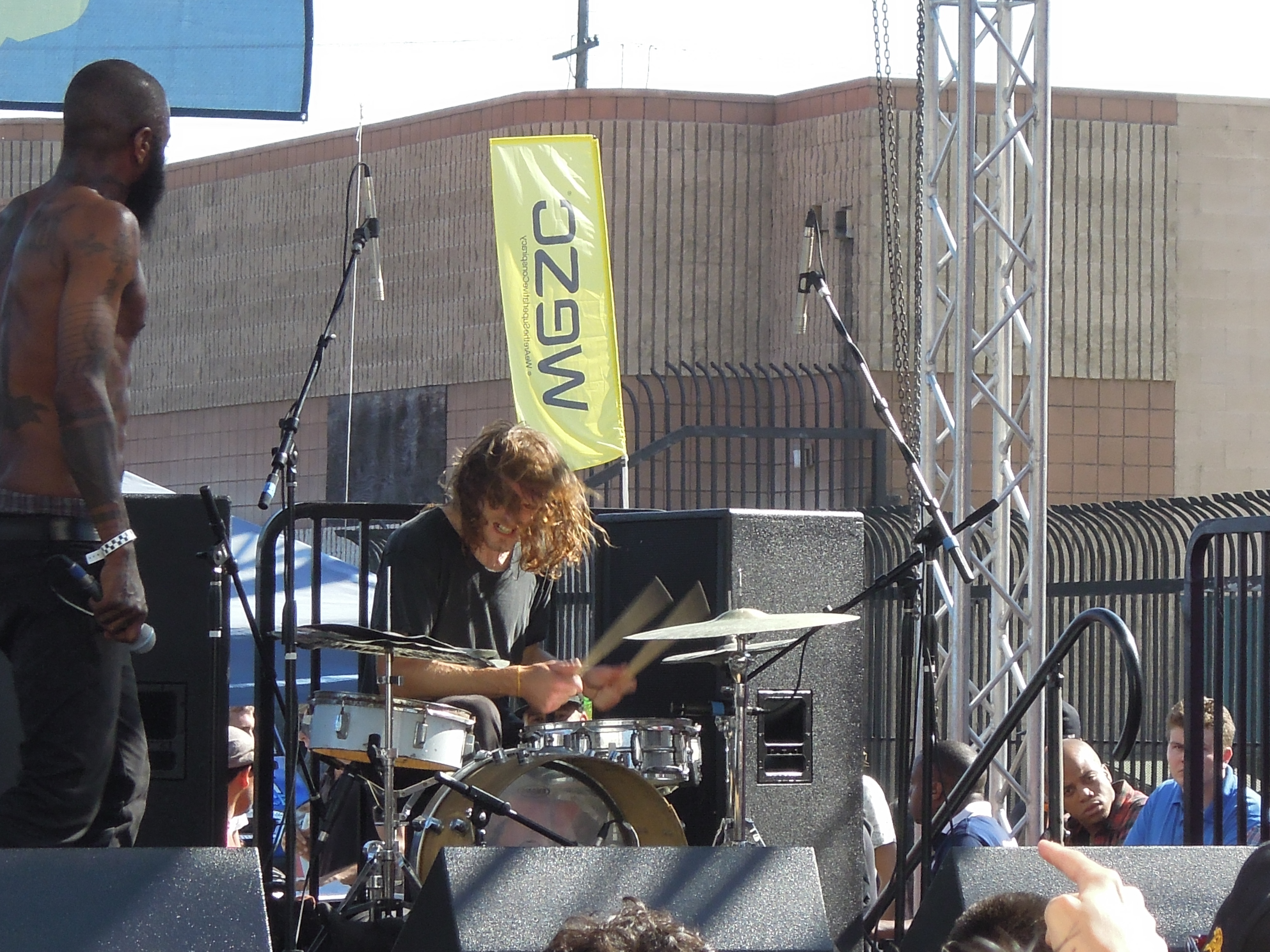
Hill (à direita) e MC Ride atuando como Death Grips.

#### Álbuns
- The Money Store (2012)
- No Love Deep Web (2012)
- Government Plates (2013)
- Fashion Week (2015)
- The Powers That B (2015)
- Bottomless Pit (2016)
- Year of the Snitch (2018)

#### Mixtapes
- Exmilitary (2011)

#### Extended plays
- Death Grips (2011)
- Interview 2016 (2016)
- Steroids (Crouching Tiger Hidden Gabber Megamix) (2017)
- Gmail and the Restraining Orders (2019)

### Com Spoek Mathambo
- Put Some Red on It (2011)
- Father Creeper (2012)

### Com o I.L.Y's
- I've Always Been Good at True Love (2015)
- Scum With Boundaries (2016)
- Bodyguard (2017)

### With Undo K From Hot
- G.A.S. Get a Star (2021)[9]
- Dumb Little Fucker (2021)[10]
- Remnants of Chris (2022)[11]

### Outras aparições
- Various Artists (Hella) – If the Twenty-First Century Didn't Exist It Would Be Necessary to Invent It (2002)
- Various Artists (Team Sleep) – The Matrix Reloaded (Music from and Inspired by the Motion Picture) (2003)
- Various Artists (Hella) – You've Got Your Orders – Volume One (2003)
- Various Artists (Les Claypool) – Under the Influence: A Jam Band Tribute to Lynyrd Skynyrd (2004)
- Various Artists (Hella) – Slaying Since 1996 (2006)
- Various Artists (The Ladies) – Thankful CD (2006)
- Various Artists (Diamond Watch Wrists) – Warp20 (Recreated) (2009)
- Various Artists – Revival Drum Comp (2010)
- Various Artists – Zum Audio Vol 4 Digital (2021)